# Šumice (Uherské Hradiště-i járás)
Šumice település Csehországban, a Uherské Hradiště-i járásban. Šumice Rudice, Nezdenice, Záhorovice, Uherský Brod és Bánov településekkel határos. Lakosainak száma 1637 fő (2024. január 1.).

## Népesség
A település lakosságának változását az alábbi diagram mutatja:
| Lakosok száma | 1113 | 1239 | 1483 | 1506 | 1818 | 1764 | 1673 | 1661 | 1628 | 1637 |
|               | 1869 | 1890 | 1921 | 1950 | 1980 | 2001 | 2017 | 2019 | 2022 | 2024 |